# راؤول دوارتي
راؤول دوارتي (بالإسبانية: Raúl Duarte) (18 يوليو 1969 بأسونسيون في باراغواي - ) هو مدرب كرة قدم ولاعب كرة قدم باراغواياني في مركز مهاجم ‏. لعب مع إيفرتون دي فينا ديل مار ونادي إسبولي الرياضي ‏ وهواتشيباتو ونادي 12 أكتوبر لكرة القدم ونادي الجامعة الكاثوليكية (الإكوادور) ونادي أوكاس ونادي ماكارا وبويرتو مونت ‏ وديبورتيفو كيفيدو ونادي ديلفين ولاسيرينا.

## وصلات خارجية
- راؤول دوارتي على موقع قاعدة بيانات كرة القدم.إي يو (الإنجليزية)